# European Champions League 2005-2006 (pallavolo maschile)
La Indesit European Champions League 2005-2006 è stata la 47ª edizione del massimo torneo pallavolistico europeo, organizzato dalla Confédération Européenne de Volleyball (CEV).

Il torneo ha preso il via il 18 ottobre 2005 con la prima giornata della fase a gironi e si è conclusa il 26 marzo 2006 con la disputa della Final Four a Roma.

## Formula
Le 20 squadre sono state divise in 4 pool da 5 squadre ciascuna. Ogni squadra incontra le altre quattro del suo girone una volta in casa e una in trasferta, per un totale di 10 giornate di League Round.

La prima, la seconda e la terza classificata di ogni gruppo si qualifica per i Playoff a 12.
Le 12 squadre qualificate si affrontano in gare di andata e ritorno, dalle quali escono le qualificate ai Playoff a 6, le quali si affrontano nuovamente con gare di andata e ritorno. Le restanti 3 formazioni qualificate più la migliore italiana nella fase a gironi si contendono il titolo nella classica formula della Final Four.

## Date
| Dal 18 ottobre al 20 ottobre 2005   | Fase a gironi, prima giornata   |
| Dal 25 ottobre al 27 ottobre 2005   | Fase a gironi, seconda giornata |
| Dal 1º novembre al 3 novembre 2005  | Fase a gironi, terza giornata   |
| Dall'8 novembre al 10 novembre 2005 | Fase a gironi, quarta giornata  |
| Dal 6 dicembre all'8 dicembre 2005  | Fase a gironi, quinta giornata  |
| Dal 13 dicembre al 15 dicembre 2005 | Fase a gironi, sesta giornata   |
| Dal 20 dicembre al 22 dicembre 2005 | Fase a gironi, settima giornata |
| Dal 4 gennaio al 5 gennaio 2006     | Fase a gironi, ottava giornata  |
| Dal 10 gennaio al 12 gennaio 2006   | Fase a gironi, nona giornata    |
| 18 gennaio 2006                     | Fase a gironi, decima giornata  |
| Dal 7 febbraio all'8 febbraio 2006  | Playoff a 12, andata            |
| 14-16 febbraio 2006                 | Playoff a 12, ritorno           |
| 28-2 marzo 2006                     | Playoff a 6, andata             |
| 8-9 marzo 2006                      | Playoff a 6, ritorno            |
| 25 marzo 2006 a Roma                | Final Four, semifinali          |
| 26 marzo 2006 a Roma                | Final Four, finali              |

## Fase a gironi

### Gironi
| Gruppo A - Hypo Tirol Innsbruck - Knack Randstad Roeselare - Īraklīs Salonicco - Ortec Rotterdam - Unicaja Almeria Gruppo B - Dinamo Mosca - Olympiakos - Tours Volley-Ball - VfB Friedrichshafen - VK Kladno | Gruppo C - Vienna hotVolleys - AS Cannes - evivo Düren - Knack Randstad Roeselare - Sisley Treviso Gruppo D - Budućnost Podgorica - EMA RPA Perugia - Levski Siconco Sofia - Lokomotiv-Belogor'e - BOT Skra Bełchatów |

### Risultati
| Gruppo A |                       |     |                                   |
|          |                       |     |                                   |
| 18-10    | Rotterdam - Salonicco | 0-3 | 18-25, 19-25, 19-25               |
| 20-10    | Almeria - Innsbruck   | 3-0 | 25-22, 25-13, 25-22               |
| 26-10    | Innsbruck - Rotterdam | 3-2 | 25-18, 20-25, 25-23, 20-25, 17-15 |
| 26-10    | Roeselare - Almeria   | 3-0 | 25-17, 25-23, 25-21               |
| 1-11     | Rotterdam - Roeselare | 3-0 | 28-26, 25-22, 34-32               |
| 2-11     | Salonicco - Innsbruck | 3-0 | 25-21, 25-21, 25-23               |
| 9-11     | Roeselare - Salonicco | 3-2 | 29-27, 25-19, 22-25, 18-25, 25-23 |
| 10-11    | Almeria - Rotterdam   | 0-3 | 20-25, 21-25, 24-26               |
| 6-12     | Innsbruck - Roeselare | 1-3 | 25-23, 26-28, 19-25, 17-25        |
| 7-12     | Salonicco - Almeria   | 3-0 | 25-12, 25-19, 25-16               |
| 14-12    | Roeselare - Innsbruck | 3-2 | 22-25, 31-29, 27-29, 25-19, 15-12 |
| 15-12    | Almeria - Salonicco   | 1-3 | 18-25, 25-21, 19-25, 14-25        |
| 20-12    | Rotterdam - Almeria   | 2-3 | 25-21, 28-26, 23-25, 24-26, 11-15 |
| 21-12    | Salonicco - Roeselare | 2-3 | 25-17, 23-25, 25-22, 20-25, 15-17 |
| 4-1      | Roeselare - Rotterdam | 2-3 | 19-25, 17-25, 25-19, 25-20, 7-15  |
| 4-1      | Innsbruck - Salonicco | 2-3 | 25-16, 25-23, 23-25, 25-27, 8-15  |
| 10-1     | Rotterdam - Innsbruck | 3-0 | 25-15, 25-22, 25-22               |
| 12-1     | Almeria - Roeselare   | 1-3 | 22-25, 20-25, 25-17, 23-25        |
| 18-1     | Innsbruck - Almeria   | 3-0 | 25-22, 25-15, 25-21               |
| 18-1     | Salonicco - Rotterdam | 3-1 | 25-19, 25-22, 23-25, 25-23        |

| Gruppo B |                              |     |                                   |
|          |                              |     |                                   |
| 20-10    | Friedrichshafen - Mosca      | 2-3 | 25-22, 22-25, 19-25, 27-25, 8-15  |
| 20-10    | Kladno - Tours               | 1-3 | 21-25, 25-20, 21-25, 19-25        |
| 26-10    | Mosca - Kladno               | 3-0 | 25-18, 25-20, 25-17               |
| 27-10    | Olympiakos - Friedrichshafen | 3-2 | 25-21, 29-27, 25-27, 22-25, 18-16 |
| 1-11     | Tours - Mosca                | 3-2 | 25-21, 37-39, 20-25, 25-18, 15-12 |
| 3-11     | Kladno - Olympiakos          | 1-3 | 18-25, 23-25, 25-21, 18-25        |
| 10-11    | Olympiakos - Tours           | 1-3 | 14-25, 27-25, 24-26, 24-26        |
| 10-11    | Friedrichshafen - Kladno     | 3-0 | 25-19, 25-13, 35-33               |
| 6-12     | Tours - Friedrichshafen      | 2-3 | 27-25, 23-25, 25-19, 21-25, 18-20 |
| 7-12     | Mosca - Olympiakos           | 3-0 | 25-21, 25-18, 25-14               |
| 14-12    | Friedrichshafen - Tours      | 1-3 | 23-25, 24-26, 25-18, 16-25        |
| 15-12    | Olympiakos - Mosca           | 2-3 | 25-22, 16-25, 25-23, 21-25, 14-16 |
| 20-12    | Tours - Olympiakos           | 3-1 | 27-29, 25-18, 25-12, 25-20        |
| 22-12    | Kladno - Friedrichshafen     | 0-3 | 15-25, 20-25, 17-25               |
| 5-1      | Olympiakos - Kladno          | 3-0 | 25-16, 25-21, 25-21               |
| 5-1      | Mosca - Tours                | 3-2 | 24-26, 29-27, 18-25, 25-23, 16-14 |
| 12-1     | Kladno - Mosca               | 0-3 | 20-25, 22-25, 23-25               |
| 12-1     | Friedrichshafen - Olympiakos | 3-0 | 25-18, 25-21, 25-22               |
| 18-1     | Mosca - Friedrichshafen      | 3-0 | 25-16, 27-25, 25-20               |
| 18-1     | Tours - Kladno               | 0-3 | 17-25, 23-25, 26-28               |

| Gruppo C |                   |     |                                   |
|          |                   |     |                                   |
| 18-10    | Treviso - Duren   | 3-2 | 22-25, 19-25, 29-27, 25-22, 15-10 |
| 19-10    | Vienna - Maaseik  | 2-3 | 19-25, 23-25, 26-24, 25-18, 11-15 |
| 26-10    | Duren - Vienna    | 3-1 | 32-30, 21-25, 25-20, 25-23        |
| 27-11    | Cannes - Treviso  | 2-3 | 25-19, 22-25, 15-25, 25-23, 12-15 |
| 2-11     | Maaseik - Duren   | 1-3 | 25-19, 35-37, 21-25, 22-25        |
| 3-11     | Vienna - Cannes   | 2-3 | 25-19, 15-25, 25-20, 23-25, 10-15 |
| 8-11     | Cannes - Maaseik  | 2-3 | 22-25, 25-20, 20-25, 25-22, 13-15 |
| 10-11    | Treviso - Vienna  | 3-0 | 25-21, 25-14, 25-18               |
| 7-12     | Duren - Cannes    | 1-3 | 27-29, 25-22, 23-25, 28-30        |
| 8-12     | Maaseik - Treviso | 1-3 | 20-25, 21-25, 25-19, 23-25        |
| 13-12    | Cannes - Duren    | 3-2 | 22-25, 25-17, 25-19, 22-25, 15-12 |
| 15-12    | Treviso - Maaseik | 3-2 | 23-25, 21-25, 25-20, 25-19, 15-10 |
| 21-12    | Vienna - Treviso  | 3-1 | 19-25, 26-24, 27-25, 25-20        |
| 22-12    | Maaseik - Cannes  | 2-3 | 25-19, 25-19, 23-25, 23-25, 11-15 |
| 4-1      | Cannes - Vienna   | 2-3 | 28-30, 33-31, 20-25, 25-22, 11-15 |
| 4-1      | Duren - Maaseik   | 0-3 | 14-25, 16-25, 17-25               |
| 10-1     | Treviso - Cannes  | 3-1 | 21-25, 25-21, 25-18, 25-22        |
| 11-1     | Vienna - Duren    | 3-2 | 25-20, 22-25, 25-17, 21-25, 15-10 |
| 18-1     | Duren - Treviso   | 3-2 | 26-28, 23-25, 27-25, 29-27, 15-13 |
| 18-1     | Maaseik - Vienna  | 3-0 | 25-21, 25-22, 25-21               |

| Gruppo D |                       |     |                                   |
|          |                       |     |                                   |
| 18-10    | Belgorod - Perugia    | 3-0 | 35-33, 25-19, 25-21               |
| 19-10    | Sofia - Podgorica     | 3-2 | 19-25, 26-24, 25-18, 20-25, 15-12 |
| 25-10    | Perugia - Sofia       | 3-0 | 25-21, 25-19, 25-19               |
| 26-10    | Belchatow - Belgorod  | 3-1 | 25-20, 16-25, 25-20, 25-23        |
| 2-11     | Sofia - Belchatow     | 1-3 | 25-23, 23-25, 17-25, 23-25        |
| 2-11     | Podgorica - Perugia   | 0-3 | 19-25, 15-25, 21-25               |
| 9-11     | Belchatow - Podgorica | 3-1 | 25-22, 25-21, 26-28, 25-19        |
| 9-11     | Belgorod - Sofia      | 3-0 | 26-24, 25-18, 25-15               |
| 7-12     | Podgorica - Belgorod  | 2-3 | 19-25, 25-23, 25-22, 19-25, 9-15  |
| 8-12     | Perugia - Belchatow   | 3-2 | 25-22, 25-19, 23-25, 18-25, 15-13 |
| 14-12    | Belchatow - Perugia   | 1-3 | 24-26, 29-27, 21-25, 22-25        |
| 15-12    | Belgorod - Podgorica  | 3-1 | 25-23, 25-19, 24-26, 25-16        |
| 21-12    | Podgorica - Belchatow | 0-3 | 24-26, 21-25, 19-25               |
| 21-12    | Sofia - Belgorod      | 0-3 | 16-25, 26-28, 25-27               |
| 4-1      | Belchatow - Sofia     | 3-1 | 25-14, 25-20, 16-25, 29-27        |
| 5-1      | Perugia - Podgorica   | 3-0 | 25-17, 25-23, 25-17               |
| 11-1     | Sofia - Perugia       | 0-3 | 14-25, 26-28, 19-25               |
| 11-1     | Belgorod - Belchatow  | 3-1 | 28-26, 16-25, 25-23, 25-23        |
| 18-1     | Perugia - Belgorod    | 3-1 | 26-24, 25-19, 23-25, 25-23        |
| 21-1     | Podgorica - Sofia     | 3-0 | 25-19, 25-21, 25-55               |

### Classifica gironi
| Gruppo A | Gruppo A          | Gruppo A | Partite | Partite | Set | Set | Set   | Punti Set | Punti Set | Punti Set |
| #        | Squadra           | Pt       | V       | P       | V   | P   | Qz    | V         | P         | Qz        |
| -------- | ----------------- | -------- | ------- | ------- | --- | --- | ----- | --------- | --------- | --------- |
| 1        | Īraklīs Salonicco | 14       | 6       | 2       | 22  | 10  | 2.200 | 752       | 664       | 1.133     |
| 2        | Roeselare         | 14       | 6       | 2       | 20  | 14  | 1.429 | 786       | 770       | 1.021     |
| 3        | Rotterdam         | 12       | 4       | 4       | 17  | 14  | 1.214 | 704       | 689       | 1.022     |
| 4        | Innsbruck         | 10       | 2       | 6       | 11  | 20  | 0.550 | 669       | 716       | 0.934     |
| 5        | Club V05          | 10       | 2       | 6       | 8   | 20  | 0.400 | 585       | 657       | 0.890     |

| Gruppo B | Gruppo B        | Gruppo B | Partite | Partite | Set | Set | Set   | Punti Set | Punti Set | Punti Set |
| #        | Squadra         | Pt       | V       | P       | V   | P   | Qz    | V         | P         | Qz        |
| -------- | --------------- | -------- | ------- | ------- | --- | --- | ----- | --------- | --------- | --------- |
| 1        | Mosca           | 15       | 7       | 1       | 23  | 9   | 2.556 | 752       | 673       | 1.117     |
| 2        | Tours           | 13       | 5       | 3       | 19  | 15  | 1.267 | 810       | 761       | 1.064     |
| 3        | Friedrichshafen | 12       | 4       | 4       | 17  | 14  | 1.214 | 715       | 694       | 1.030     |
| 4        | Olympiakos      | 11       | 3       | 5       | 13  | 18  | 0.722 | 673       | 723       | 0.931     |
| 5        | Kladno          | 9        | 1       | 7       | 5   | 21  | 0.238 | 543       | 642       | 0.931     |

| Gruppo C | Gruppo C          | Gruppo C | Partite | Partite | Set | Set | Set   | Punti Set | Punti Set | Punti Set |
| #        | Squadra           | Pt       | V       | P       | V   | P   | Qz    | V         | P         | Qz        |
| -------- | ----------------- | -------- | ------- | ------- | --- | --- | ----- | --------- | --------- | --------- |
| 1        | Sisley Treviso    | 14       | 7       | 1       | 21  | 14  | 1.500 | 803       | 752       | 1.068     |
| 2        | Maaseik           | 12       | 4       | 4       | 18  | 16  | 1.125 | 762       | 732       | 1.041     |
| 3        | Cannes            | 12       | 4       | 4       | 19  | 19  | 1.000 | 829       | 839       | 0.988     |
| 4        | Vienna hotVolleys | 11       | 3       | 5       | 14  | 20  | 0.964 | 744       | 772       | 0.976     |
| 5        | Düren             | 11       | 3       | 5       | 16  | 19  | 0.842 | 783       | 826       | 0.948     |

| Gruppo D | Gruppo D            | Gruppo D | Partite | Partite | Set | Set | Set   | Punti Set | Punti Set | Punti Set |
| #        | Squadra             | Pt       | V       | P       | V   | P   | Qz    | V         | P         | Qz        |
| -------- | ------------------- | -------- | ------- | ------- | --- | --- | ----- | --------- | --------- | --------- |
| 1        | Perugia             | 15       | 7       | 1       | 21  | 7   | 3.000 | 685       | 606       | 1.130     |
| 2        | Lokomotiv-Belogor'e | 14       | 6       | 2       | 20  | 10  | 2.000 | 723       | 666       | 1.086     |
| 3        | Bełchatów           | 13       | 5       | 3       | 19  | 13  | 1.462 | 758       | 719       | 1.054     |
| 4        | Budućnost Podgorica | 9        | 1       | 7       | 9   | 21  | 0.429 | 626       | 703       | 0.890     |
| 5        | Sofia               | 9        | 1       | 7       | 5   | 23  | 0.217 | 583       | 681       | 0.856     |

## Playoff a 12
| Andata |                            |     |                                   |
|        |                            |     |                                   |
| 7-2    | Cannes - Perugia           | 3-1 | 28-26, 25-20, 24-26, 25-23        |
| 8-2    | Mosca - Rotterdam          | 3-0 | 25-20, 25-19, 27-25               |
| 8-2    | Roeselare - Tours          | 3-2 | 28-26, 17-25, 18-25, 25-21, 15-13 |
| 8-2    | Belgorod - Friedrichshafen | 3-0 | 25-16, 25-17, 25-21               |
| 8-2    | Salonicco - Vienna         | 3-0 | 25-17, 25-18, 25-15               |
| 8-2    | Belchetow - Maaseik        | 3-1 | 25-16, 25-19, 24-26, 25-22        |

| Ritorno |                            |     |                                   |
|         |                            |     |                                   |
| 14-2    | Rotterdam - Mosca          | 0-3 | 19-25, 13-25, 23-25               |
| 15-2    | Perugia - Cannes           | 3-0 | 25-14, 25-15, 25-16               |
| 15-2    | Maaseik - Belchetow        | 2-3 | 21-25, 25-23, 20-25, 25-22, 13-15 |
| 16-2    | Friedrichshafen - Belgorod | 3-2 | 25-22, 29-31, 23-25, 25-22, 15-8  |
| 16-2    | Vienna - Salonicco         | 1-3 | 25-20, 27-29, 21-25, 24-26        |
| 16-2    | Tours - Roeselare          | 3-0 | 28-26, 25-18, 25-14               |

## Playoff a 6
| Andata |                       |     |                     |
|        |                       |     |                     |
| 28-2   | Mosca - Tours         | 3-0 | 25-22, 25-17, 27-25 |
| 1-3    | Salonicco - Belchatow | 3-0 | 25-22, 25-19, 25-17 |
| 2-3    | Belgorod - Perugia    | 3-0 | 25-16, 25-17, 25-18 |

| Ritorno |                       |     |                                   |
|         |                       |     |                                   |
| 8-3     | Tours - Mosca         | 2-3 | 25-23, 18-25, 21-25, 25-18, 13-15 |
| 8-3     | Belchatow - Salonicco | 2-3 | 25-22, 26-24, 22-25, 22-25, 10-15 |
| 9-3     | Perugia - Belgorod    | 1-3 | 25-22, 24-26, 19-25, 23-25        |

## Final Four
La Final Four si è disputata al PalaLottomatica di Roma.

Le semifinali si sono giocate sabato 25 marzo, mentre la finale 3º/4º posto e la finalissima si sono giocate domenica 26 marzo.
|  | Semifinali          | Semifinali          | Semifinali        |                   |         | Finale              | Finale              | Finale             |  |
|  |                     |                     |                   |                   |         |                     |                     |                    |  |
|  | Mosca               | Mosca               | 0                 |                   |         |                     |                     |                    |  |
|  | Mosca               | Mosca               | 0                 |                   |         |                     |                     |                    |  |
|  | Treviso             | Treviso             | 3                 |                   |         |                     |                     |                    |  |
|  | Treviso             | Treviso             | 3                 |                   | Treviso | Treviso             | 3                   |                    |  |
|  |                     |                     |                   |                   | Treviso | Treviso             | 3                   |                    |  |
|  |                     |                     | Īraklīs Salonicco | Īraklīs Salonicco | 1       |                     |                     |                    |  |
|  | Lokomotiv-Belogor'e | Lokomotiv-Belogor'e | Īraklīs Salonicco | Īraklīs Salonicco | 1       | 2                   |                     |                    |  |
|  | Lokomotiv-Belogor'e | Lokomotiv-Belogor'e |                   |                   |         | 2                   |                     |                    |  |
|  | Īraklīs Salonicco   | Īraklīs Salonicco   | 3                 |                   |         | Finale 3º/4º posto  | Finale 3º/4º posto  | Finale 3º/4º posto |  |
|  | Īraklīs Salonicco   | Īraklīs Salonicco   | 3                 |                   |         |                     |                     |                    |  |
|  |                     |                     |                   |                   |         |                     |                     |                    |  |
|  |                     |                     |                   |                   |         | Mosca               | Mosca               | 1                  |  |
|  |                     |                     |                   |                   |         | Mosca               | Mosca               | 1                  |  |
|  |                     |                     |                   |                   |         | Lokomotiv-Belogor'e | Lokomotiv-Belogor'e | 3                  |  |

| Semifinali |                                        |     |                                   |
|            |                                        |     |                                   |
| 25-3       | Dinamo Mosca - Sisley Treviso          | 0-3 | 20-25, 14-25, 21-25               |
| 25-3       | Lokomotiv Belgorod - Iraklis Salonicco | 2-3 | 24-26, 25-23, 25-22, 23-25, 13-15 |

| Finale 3º/4º posto |                                   |     |                            |
|                    |                                   |     |                            |
| 26-3               | Dinamo Mosca - Lokomotiv Belgorod | 1-3 | 19-25, 25-21, 20-25, 20-25 |

| Finale |                                    |     |                            |
|        |                                    |     |                            |
| 26-3   | Sisley Treviso - Iraklis Salonicco | 3-1 | 25-23, 23-25, 25-23, 26-24 |